# Algámitas
Algámitas è un comune spagnolo di 1 371 abitanti situato nella comunità autonoma dell'Andalusia.

## Geografia fisica
Algámitas è situata nella parte meridionale della provincia di Siviglia, sul confine con le province di Cadice e Malaga. È attraversato dall'Arroyo de Ballesteros del Membrillar, tributario del Corbones, fiume che segna il confine nordorientale del comune.